# Japonská invaze do Mandžuska
Japonská armáda napadla Mandžusko 18. září 1931 po Mukdenském incidentu. Válka skončila v únoru 1932. Japonské císařství z války získalo loutkový stát Mandžukuo, kterému vládl bývalý čínský císař Pchu I. Japonsko okupovalo Mandžusko do konce druhé světové války, kdy je na něm dobyl Sovětský svaz.

## Invaze do Mandžuska
Japonsko vlastnilo Jihomandžuskou železniční společnost od konce rusko-japonské války a Korejský poloostrov od roku 1910. Japonsko se rozhodlo, že konflikt v Mandžusku je nejvýhodnější tah. Plukovníci Seiširó Itagaki a Kandži Išiwara se rozhodli, že vypracují samostatný plán (později označovaný jako Mukdenský incident), ve kterém Japonsko vtáhnou do války a zaberou Mandžusko.
Večer 18. září 1931 poručík Suemori Komoto umístil výbušniny kolem kolejí v Mandžusku, dost daleko, aby výbuch udělal jen minimální škody. Výbušniny explodovaly ve 22:20, exploze byla malá a poškodila jen 1,5 metru dlouhý úsek železnice. Škody nebyly fatální. Vlak, který projížděl touto částí dráhy, projel bez komplikací.
Ráno následujícího dne začala dvě děla, umístěná na důstojnickém klubu v Šen-jangu, střílet na čínské vojáky, jako odplatu za údajné odpálení železnice. 500 japonských vojáků zaútočilo na čínskou posádku, která čítala přibližně 7000 vojáků. Čínští vojáci se nemohli vyrovnat zkušeným japonským vojákům. Večer téhož dne bylo město dobyto za cenu 500 čínských vojáků a dvou japonských.

## Mezinárodní reakce

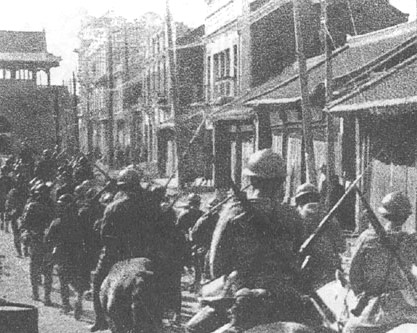
Japonská kavalérie vstupuje do Mukdenu (Shenyang)

Lorda Lyttona poslala společnost národů, aby vyřešil situaci, která vznikla po Mukdenském incidentu. Lytton se svou komisí došel k závěru, že Japonsko bylo do jisté míry vyprovokováno a že Čínská vláda nad Mandžuskem nebyla úplná. Japonsko to přesto mělo za nepřijatelné a vystoupilo ze společnosti národů.
Mandžuská krize měla značně negativní dopad na společnost národů. Krize dokázala, že společnost není schopna efektivně řešit mezinárodní spory. Adolf Hitler a Benito Mussolini si toho byli vědomi a následovali Japonsko v jeho agresivní politice